# West New York
West New York est une ville située sur les New Jersey Palisades face à New York, dans le comté de Hudson, dans le New Jersey, aux États-Unis.